# Tetheopsis
Tetheopsis (лат.) — род вымерших млекопитающих из подсемейства Uintatheriinae семейства уинтатериевых. Известен из среднего и верхнего эоцена, формация Вашаки (Washakie Formation) в штате Вайоминг (США). Один из самых крупных представителей отряда диноцерат. 

## Описание
Наиболее характерная черта — три пары рогоподобных выростов на крыше черепа (теменные и верхнечелюстные кости), более развитые у самцов. Выросты были покрыты кожей, как оссиконы жирафов. Отличается от уинтатериев и эобазилевсов пропорциями черепа. Череп длинный и узкий. Теменные рога расположены относительно близко к затылку. Верхнечелюстные рога находились, главным образом, над диастемами. Часть черепа перед верхнечелюстными рогами умеренно удлинена. Длина известных черепов 75—95 см. Длина верхнего ряда моляров 161—179 мм.

## Таксономия
По данным сайта Paleobiology Database, на ноябрь 2020 года в род включают 3 вида:
- Tetheopsis ingens Marsh, 1885
- Tetheopsis speirianus (Osborn, 1881)
- Tetheopsis stenops Marsh, 1885